# Оторва (фильм)
«Оторва» (англ. Wild Child) — фильм режиссёра Ника Мура. История об американской девочке-подростке с бунтарским характером, которую, после многочисленных стычек с отцом, отправляют в английскую школу-интернат со строгими правилами, чтобы исправить её поведение. Мировая премьера состоялась 14 августа 2008 года. Слоган фильма: «Новая девочка, новая школа, новые правила».

## Сюжет
Шестнадцатилетняя Поппи Мур — избалованная самовлюблённая девчонка из богатой семьи, живущая в Лос-Анджелесе. Её мать умерла пять лет назад, а отец женился во второй раз. Когда очередная выходка Поппи переходит все границы, отец отправляет дочь в английскую школу для девушек, чтобы ее приструнить. Поппи предстоит жить в пансионе с английскими девочками, не отличающимися модными взглядами, которые, по мнению Поппи, считают, что «слова „маникюр“ и „педикюр“ — это латинские приветствия». Мур наживает себе врага в лице старосты школы, которая очень хочет, чтобы новенькую исключили, да и сама Мур не без помощи своих новых подруг рвётся на свободу и делает всё, что по меркам этого колледжа выходит за рамки разумного. Но директриса непреклонна, она обещала отцу Поппи, что поможет девушке, и стоит на своём, пытаясь лишь охладить пыл молодой американки. Новые английские подруги Поппи придумывают новый план, который должен сработать незамедлительно. У директрисы есть сын Фредди, приезжающий на выходные в пансион к матери. Поппи должна соблазнить его и начать встречаться с ним, а так как в колледже запрещены любые отношения между парнями и девушками, то Поппи должны сразу же выгнать.
Начиная соблазнять Фредди, она сама не замечает, как влюбляется в него. Но Гарриет не изменила своих планов насчёт Поппи и рассорила главную героиню фильма с подругами и Фредди. Тем временем Поппи ищет поддержку в лице своей лучшей подруги Руби, которая оказалась не такой уж подругой… Во время разговора с Руби, Поппи баловалась своей зажигалкой и случайно подожгла штору, но тут же её потушила. Услышав шаги, девушка решила убежать в комнату. Но что-то всё же не давало ей покоя, и когда она выглянула в окно, то увидела, что горит столовая. Поппи не растерялась и подняла в школе пожарную тревогу. Но когда уже все были на улице, выяснилось, что одной из её новых подруг нет на месте. Поппи сразу догадалась, что девушка в морозильной камере в горящей столовой, и тут же кинулась ей на помощь. Фредди, после пожара обследуя столовую, находит зажигалку девушки и отдает её ей. На следующий день Поппи созналась, что это она подожгла штору, но не специально. Она передаёт письмо Фредди, в котором объясняет, что она не виновата в их ссоре. Выходя от директрисы, она замечает фотографию сборной по лакроссу и видит на ней свою погибшую маму.
Сама девушка тоже играет в эту игру — в течение семестра она с командой выиграла несколько матчей в рамках чемпионата графства. Через некоторое время, Фредди находит Поппи, смотрящую на фотографию, и признаётся ей в любви. Девушка идёт на суд чести. В этот момент её подруги узнают, что Поппи невиновна в их ссоре, и решают ей помочь. На суде выясняется, что Поппи не поджигала школу, а сделала это их староста Гарриет, которая хотела подставить Поппи, но сама же и попалась. Спустя несколько дней проходит финал чемпионата по лакроссу, и команда Эбби Маунт выигрывает его. На соревнования приезжает отец героини, который очень гордится своей дочерью. Последние кадры показывают, что Гарриет исключена из школы, а Поппи со своими новыми подругами и Фредди отдыхают в Малибу и весело проводят время.

## В ролях
- Эмма Робертс — Поппи Мур
- Алекс Петтифер — Фредди Кингсли
- Кимберли Никсон — Кейт
- Джуно Темпл — Дриппи
- Лекси Эйнсуорт — Молли
- Шелби Янг — Руби
- Джонни Пакар — Родди
- Эйдан Куинн — Джерри (мистер Мур)
- Наташа Ричардсон — миссис Кингсли
- Джорджия Кинг — Гарриет
- Элинор Тернер-Мосс — Шарлотта
- Руби Томас — Джейн
- Ширли Хендерсон — Экономка
- Софи Ву — Кики
- Линзи Коккер — Джози
- Ник Фрост — мистер Картер
- Ромина Эспиноса — Саманта
- Джейсон Уоткинс — мистер Неллист

## Производство
Интерьеры школы-интерната были сняты в "Кобхэм-холле" в Кенте. Фасад школы был снят в "Balls Park". Они также снимались на 82-й, 84-й и 117-й главных улицах и в музее "сестёр Бронте", в Хоэрте, Китли и Брадфорде. Съёмки также проходили в Харрогите и в заливе "Робин Гуда" в Норт-Йоркшире.

## Реакция

### Кассовые сборы
Фильм был выпущен в Великобритании 15 августа 2008 года, заняв пятое место в прокате, заработав 2 196 366 долларов из 359 кинотеатров со средним показателем 6118 долларов. В четвёртый уик-энд он опустился на двенадцатое место. По состоянию на ноябрь 2008 года фильм заработал (собрал) 8 235 794 долларов. В Австралии фильм был выпущен 18 сентября и занял четвёртое место, заработав 315 114 долларов в 93 кинотеатрах. На следующей неделе сборы увеличились на 60 % с 566 918 долларов, но всё же фильм опустился на 6-е место. 16 октября фильм упал на 11-е место. По состоянию на ноябрь 2008 года фильм заработал 3 268 424 долларов США (4 236 579 австралийских долларов). Фильм был выпущен во многих других странах, оказав популярность в некоторых: Нидерландах (1 553 825 долларов) и не так популярен в других. Фильм собрал в общей сложности 21 972 336 долларов США по всему миру. Universal планировала показ в Северной Америке летом 2009 года, но отменила его и решила выпустить фильм сразу на DVD.

### Критика
Фильм имеет рейтинг 41 % на «Rotten Tomatoes», основанный на 27 отзывах со средней оценкой 4,8/10. Консенсус веб-сайта гласит: «Мягкий, чем дикий. Этот комедийный беспорядок падает на лицо из-за плохих персонажей, плохой режиссуры и плохих шуток». «The Sun Online» дал фильму 2/5, сказав: «ОТОРВА? Больше похоже на мягкую, если только вы не думаете, что короткие юбки и „лошадиное лицо“ возмутительны». «Urban Cinefile» дал фильму гораздо более положительный отзыв, заявив: «У фильма есть энергия и честность: он живой, смешной и умный, а персонажи привлекательны».

## Выход на DVD
Wild Child был выпущен на DVD в Великобритании 8 декабря 2008 года. В Австралии он был выпущен 15 января 2009 года. В США он был выпущен сразу на DVD 17 ноября 2009 года.

## Саундтрек
Wild Child: The Movie Soundtrack Party Album — саундтрек к одноимённому фильму, выпущенный в Великобритании и Австралии 18 августа 2008 года. В США саундтрек не был выпущен.
| №                   | Название                                | Исполнитель(и)            | Длительность |
| ------------------- | --------------------------------------- | ------------------------- | ------------ |
| 1.                  | «Shut Up and Drive»                     | Рианна                    | 3:10         |
| 2.                  | «Let Me Think About It»                 | Ида Корр и Федде Ле Гранд | 3:15         |
| 3.                  | «About You Now»                         | Sugababes                 | 3:21         |
| 4.                  | «Say It Right»                          | Нелли Фуртадо             | 2:19         |
| 5.                  | «I Know UR Girlfriend Hates Me»         | Энни                      | 2:44         |
| 6.                  | «If This Is Love»                       | The Saturdays             | 3:14         |
| 7.                  | «Heartbreaker» (при участии Шерил Коул) | will.i.am                 | 4:05         |
| 8.                  | «Sweet About Me»                        | Габриэлла Чилми           | 3:38         |
| 9.                  | «Can't Speak French»                    | Girls Aloud               | 3:15         |
| 10.                 | «Murder on the Dancefloor»              | Софи Эллис Бекстор        | 4:06         |
| 11.                 | «Ice Cream»                             | New Young Pony Club       | 3:53         |
| 12.                 | «Kiss with a Fist»                      | Florence and the Machine  | 3:15         |
| 13.                 | «Foundations»                           | Кейт Нэш                  | 3:21         |
| 14.                 | «You Think I Don't Care»                | Джек МакМанус             | 2:19         |
| 15.                 | «Come Around» (при участии Тимбалэнда)  | M.I.A.                    | 2:44         |
| 16.                 | «Tambourine»                            | Ив                        | 3:14         |
| 17.                 | «Real Wild Child»                       | Сара Хардинг              | 4:05         |
| 18.                 | «Wild Child»                            | The Cat Eat Cat Dog Game  | 3:38         |
| Общая длительность: | Общая длительность:                     | Общая длительность:       | 48:32        |

Другие не включённые песни
Эти песни появились в фильме и трейлерах, хотя они не были включены в саундтрек к фильму из-за лицензионных ограничений.:
- «Angels» — Робби Уильямс
- «Black Gloves» — Goose
- «Chasing Pavements» — Адель
- «Heaven Is a Place on Earth» — Белинда Карлайл
- «I Got It from My Mama» — will.i.am
- «Real Wild Child» — Everlife
- «Roadkill Morning» — Children of Bodom
- «Set ‘Em Up» — Имран Ханиф
- «You Think I Don’t Care» — Джек МакМанус
- «Surrender Your Groove» — Джери Халлиуэлл
- «Toxic» (инструментальная версия) — Бритни Спирс